# Катастрофа Vickers Viscount под Элликотт-Сити
Катастрофа Vickers Viscount под Элликотт-Сити — авиационная катастрофа, произошедшая днём в пятницу 23 ноября 1962 года к западу от города Элликотт-Сити (штат Мэриленд). Авиалайнер Vickers 745D Viscount американской авиакомпании United Air Lines следовал из Ньюарка в Вашингтон, но над округом Хауард вдруг вышел из-под контроля экипажа, перевернулся и упал на землю. В результате катастрофы погибли 17 человек.
Причиной происшествия было названо столкновение воздушного судна со стаей американских лебедей, когда одна из птиц врезалась в левый горизонтальный стабилизатор и, пробив обшивку, разрушила его внутреннюю структуру. В результате этого стабилизатор отделился, и самолёт лишился управления. Эта катастрофа указала на опасность столкновения с птицами для новых, более быстрых самолётов с изменённой конструкцией хвостового оперения, которое стало более уязвимым. Поэтому были внедрены новые правила проектирования воздушных судов, в которых были учтены новые требования по защите конструкции от столкновений с птицами.

## Самолёт
Vickers-Armstrongs Viscount модели 745D (Vickers 745D Viscount) с регистрационным номером N7430 (заводской — 128) был 69-м в серии самолётов, построенных в Борнмуте (Великобритания). Первый полёт состоялся 27 июня 1956 года.  В отчёте датой изготовления указано 30 июня того же года, но на самом деле — это дата его передачи американской авиакомпании Capital Airlines, где 2 июля лайнер получил лётный номер 349 и стал 26-м в первой партии из тридцати «Висконтов», поступивших в данную авиакомпанию. Регистрационный номер на хвосте самолёта сначала был небольшого размера,  но по требованию новообразованного Федерального агентства по авиации в 1958 году был увеличен. В том же году лайнер оборудовали метеолокатором, что привело к изменению носового обтекателя.
Capital Airlines, занимавшая пятое место по объёму внутренних авиаперевозок в США, стала первым в стране оператором этих самолётов. За счёт приобретения «Висконтов» авиакомпания рассчитывала увеличить прибыль и решить существовавшие тогда финансовые проблемы. Новые авиалайнеры действительно оказались удачным приобретением, однако они не помогли Capital выбраться из долговой ямы. Помимо этого, с 1958 по 1960 годы произошли сразу четыре катастрофы с участием данных машин (1, 2, 3, 4), что привело к подрыву доверия. Поэтому в 1960 году Capital была вынуждена объявить о банкротстве, а 4 апреля 1961 года (после получения разрешения) начала процесс слияния с другой крупной авиакомпанией — United Air Lines (UAL). Это слияние завершилось к 1 июня и на тот момент стало крупнейшей сделкой в истории американской авиации. Весь флот Capital, в том числе и борт N7430, перешёл в UAL, при этом из-за большого числа самолётов процесс перекраски авиалайнеров завершился только к марту 1962 года.
Борт N7430 был оснащён четырьмя турбовинтовыми двигателями Rolls-Royce Dart RDa6 Mark 510, оборудованными воздушными винтами модели R130/4-20-4/12E. Общая наработка самолёта составляла 14 756 циклов «взлёт—посадка» и 18 809 часов 34 минуты налёта, включая 68 часов 59 минут от последней периодической проверки.

## Экипаж и пассажиры
Лётный экипаж (в кабине) лайнера состоял из двух пилотов:
- Командир воздушного судна — 39-летний Милтон Дж. Бэлог (англ. Milton J. Balog);
- Второй пилот — 32-летний Роберт Дж. Льюис (англ. Robert J. Lewis).

В салоне работали две стюардессы: 22-летняя Мэри Кей Клейн (англ. Mary Key Klein) и 20-летняя Каарен Г. Брент (англ. Kaaren G. Brent).
В салоне находились 13 пассажиров, в том числе 10 сотрудников авиакомпании UAL, а также летевший в Атланту на свадьбу Спенсер Сильверторн (англ. Spencer Silverthorne) — президент торговой палаты Эмпайр-Стейт (англ. Empire State Chamber of Commerce) в Нью-Йорке.

## Катастрофа
Борт N7430 выполнял регулярный пассажирский рейс UA-297 по маршруту Ньюарк—Вашингтон—Роли—Шарлотт—Атланта. План полёта на первый участок маршрута предусматривал после вылета из Ньюарка полёт на радиомаяк Солберг (округ Хантердон), далее по воздушному коридору «Виктор 3» — до радиомаяка Уэстминстер, от него —  по курсу 202° до пересечения Потомак, а далее уже прямым курсом на Вашингтон. Расчётное время полёта составляло 1 час при воздушной скорости 260 уз (481,52000 км/ч).  В 11:39 с 17 людьми на борту рейс 297 вылетел из Ньюарка и в 12:03 доложил о прохождении Уэст-Честера, после чего диспетчерский центр в Нью-Йорке передал наблюдение за данным рейсом центру в Вашингтоне.
Полёт проходил без отклонений, и в 12:14 экипаж получил разрешение снижаться с 10 000 футов (3000 м) до 6000 футов (1800 м). В 12:19 диспетчер предупредил пилотов: «Имейте в виду, что поступило много сообщений о большом числе уток и гусей в данном районе». Пилоты подтвердили получение информации, после чего в 12:20 выполнили указание о переходе на связь с диспетчером подхода. В 12:22 диспетчер «Вашингтон-подход» передал: « Юнайтед 297, радиолокационный контакт. Поверните налево на курс два ноль ноль (200°), финальный заход на посадку по радиолокационному вектору через пересечение Алегзандрия, полоса три шесть, ветер северо-западный десять [узлов], высотомер три ноль три семь (давление аэродрома 30,37 дюйма (771 мм) рт. ст.)».
Над регионом в это время стояла рассеянная облачность с нижней границей 5000 футов (1500 м), а видимость достигала 20 миль (32 км). В 12:23 диспетчер передал рейсу 297 дополнительный вектор от радиомаяка — 180°, но ответа не получил, а в 12:24 засветка самолёта пропала с экрана радиолокатора. В это же время свидетели в округе Хауард (штат Мэриленд) увидели низколетящий авиалайнер, который выполнял левый поворот на восток или юго-восток, но затем вдруг стал вращаться и, перевернувшись почти вертикально, упал в лес, при этом также в воздухе были замечены серебристые объекты. Ими оказались элементы конструкции лайнера. Летящий по фактическому курсу 132° перевернувшийся «на спину» «Виккерс» под углом траектории в 46° врезался в землю в шести милях (около 10 км) западнее-северо-западнее Элликотт-Сити и развалился на части, после чего возник сильный пожар. Все 17 человек, находящихся на борту, погибли.

## Расследование

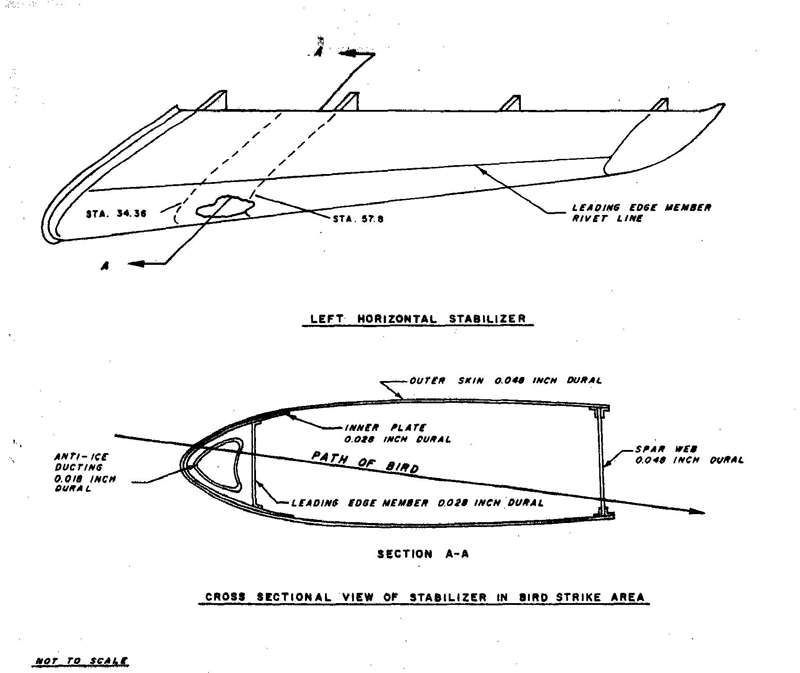
Схема повреждения левого стабилизатора

Несмотря на то, что возникший на месте катастрофы пожар уничтожил значительную часть фюзеляжа, правое крыло и часть левого крыла, всё же было определено, что до столкновения с землёй его на борту не было. Части горизонтальных стабилизаторов были обнаружены в стороне от места падения основной части лайнера: обломки левого стабилизатора и его руля высоты находились на удалении от 930 футов (280 м) по магнитному вектору 29° до 2050 футов (620 м) по магнитному вектору 347°; обломки правого стабилизатора и его руля высоты уже нашли на удалении от 2908 футов (886 м) по магнитному вектору 278° до 1272 фута (388 м) по магнитному вектору 211°. Изучив фрагменты стабилизаторов, следователи обнаружили на них птичьи останки, что указывало на два столкновения с птицами. Удар птицы о правый стабилизатор произошёл на удалении 22 дюйма (559 мм) от фюзеляжа и был скользящим, и обшивка не была пробита. Однако другая птица врезалась в левый стабилизатор на удалении 49 дюймов (1245 мм) от фюзеляжа и в самой передней точке, пробив обшивку и элементы конструкции переднего края. Проникнув внутрь, она сломала лонжерон и вылетела наружу, при этом скользящим ударом зацепив руль высоты и нанеся ему вмятины. Из-за полученных повреждений левый стабилизатор отделился по линии разлома.
Расположенное в хвосте горизонтальное оперение служит также для парирования пикирующего момента, то есть не даёт опускаться носу самолёта. Из-за отделения одного из стабилизаторов возник дисбаланс, в результате которого совершавший в момент удара левый поворот авиалайнер стал ещё сильнее крениться влево, а также опускать нос. Из-за возникших при этом ускорений на правый стабилизатор стала прилагаться нагрузка выше допустимого, и он также отделился. Возникшая при этом линия разлома прошла на удалении около 57 дюймов (1448 мм) от фюзеляжа и по направлению к хвостовой части. Лишённый рулей высоты и значительной части обоих стабилизаторов, авиалайнер полностью вышел из-под контроля.
Так как возникший на месте происшествия пожар значительно повредил обломки, установить факт других столкновений птиц с конструкцией лайнера комиссия не смогла. Изучение силовых установок и их воздушных винтов показало, что все четыре двигателя работали нормально вплоть до столкновения с землёй, а проникновения птиц внутрь их конструкции не было. По данным бортового самописца, в момент удара полёт проходил на высоте 6000 футов со скоростью 240 уз (444 км/ч), но затем скорость быстро возросла до 395 уз (732 км/ч), выйдя за пределы измерения, высота упала до уровня земли, а вертикальное ускорение изменилось с +1,7 до -3 g.

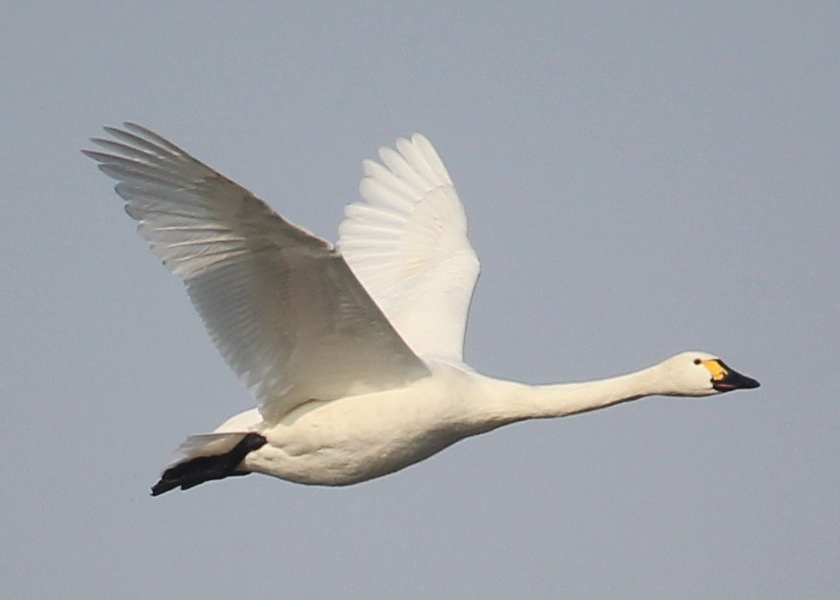
Американский лебедь в полёте

Примечательны показания пилота, который примерно в 12:30, пролетая близ Белтсвилла (округ Принс-Джорджес), увидел стаю из полусотни больших белых птиц, летящих на высоте около 5500 футов (1700 м), но точного направления полёта стаи пилот определить не смог. Экипажи других авиалайнеров сообщили, что после сообщения Вашингтонского диспетчерского центра о неопознанных засветках на экране радиолокатора они увидели большие стаи птиц. Также в журнале метеоцентра в Национальном аэропорту Вашингтона были сделаны записи о наблюдении на экране метеолокатора с 08:15 по 17:05 объектов, описанных как «птицы» или «ангелы». На 12:45 эти засветки наблюдались в радиусе 30 миль (48 км) вокруг радиолокатора и двигались с северо-северо-востока со скоростью 30—40 узлов (55—75 км/ч); для сравнения: авиакатастрофа произошла на удалении примерно 23 мили (37 км) от радара.
При более тщательном изучении места происшествия у обломка левого стабилизатора удалось найти фрагмент птичьей тушки, покрытой кожей с белыми перьями. Части перьев, кожи и крови были найдены и на обломках. Их изучение подтвердило, что они принадлежали птицам. Эти образцы вместе с фрагментом тушки доставили в Службу охраны рыбных ресурсов и диких животных Министерства внутренних дел США, где наконец было определено, с какими птицами столкнулся борт N7430. Ими оказались американские лебеди, вес которых иногда может превышать 18 фунтов (8,2 кг). В конце осени, когда произошла катастрофа рейса 297, самая большая популяция этих лебедей на североамериканском континенте наблюдается в районе Чесапикского залива.

## Причина
Причиной происшествия была названа потеря управления после отделения левого стабилизатора, конструкция которого была ослаблена в результате столкновения с американским лебедем.

## Влияние

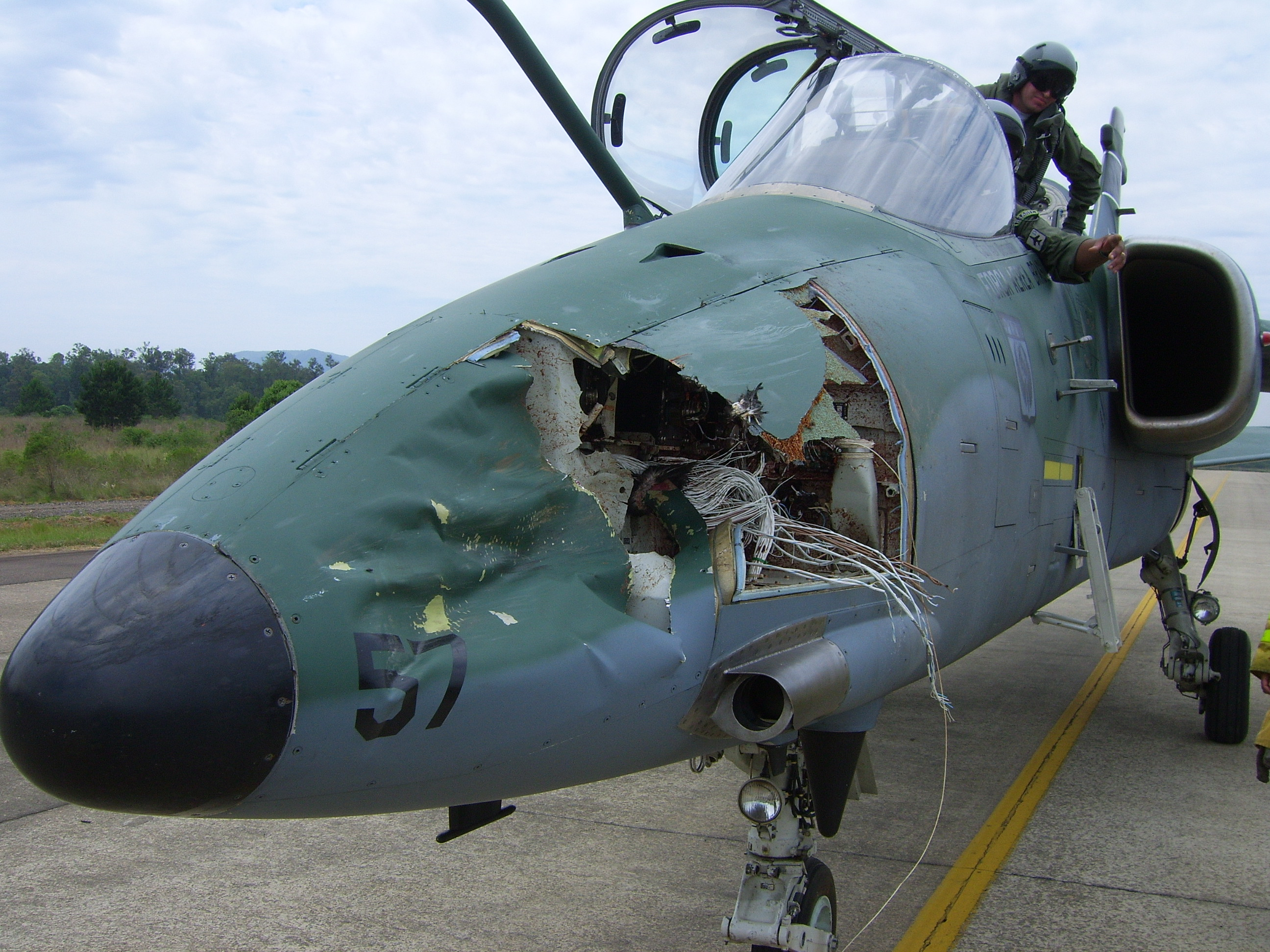
Последствия столкновения истребителя ВВС Бразилии с птицей

Авиационные происшествия из-за столкновений с птицами происходили и раньше. О них сообщал ещё в 1905 году Орвилл Райт. Первой жертвой такой авиакатастрофы стал Кэл Роджерс, когда в 1912 году в районе Лонг-Бич (штат Калифорния) чайка попала в тросы управления и застряла в них, после чего самолёт Роджерса упал на землю и разбился. При этом следует учитывать, что в то время оборудованные поршневыми двигателями самолёты были относительно тихоходны, а потому зачастую пилоты успевали оценить угрозу столкновения и по возможности уклониться. Более серьёзно этот вопрос был рассмотрен в 1942—1946 годах, когда Администрация гражданской аэронавтики (англ. Civil Aeronautics Administration) задокументировала 416 случаев столкновений с птицами. По зонам попадания и нанесённым повреждениям эти случаи распределились следующим образом.
| Зона                                      | Доля от общего числа столкновений | Распределение повреждений от столкновений | Распределение повреждений от столкновений | Распределение повреждений от столкновений |
| Зона                                      | Доля от общего числа столкновений | Серьёзные повреждения                     | Незначительные повреждения                | Повреждения отсутствуют                   |
| ----------------------------------------- | --------------------------------- | ----------------------------------------- | ----------------------------------------- | ----------------------------------------- |
| Фюзеляж                                   | 31 %                              | 3 %                                       | 39 %                                      | 58 %                                      |
| Остекление кабины                         | 28 %                              | 32 %                                      | 11 %                                      | 57 %                                      |
| Крылья                                    | 23 %                              | 23 %                                      | 52 %                                      | 25 %                                      |
| Двигатели и воздушные винты               | 9 %                               | 28 %                                      | 26 %                                      | 46 %                                      |
| Фары                                      | 5 %                               | 4 %                                       | —                                         | 96 %                                      |
| Прочее (антенны, шасси, оперение и т. д.) | 4 %                               | 50 %                                      | 33 %                                      | 17 %                                      |

Самой уязвимой зоной самолёта на тот момент считали лобовые окна фонаря кабины, так как в случае пробивания окон тушка птицы вместе с осколками стекла влетала внутрь кабины, где могла нанести травмы экипажу или даже вывести его из строя. В связи с этим одной из главных проблем авиапромышленности было создание прочных стёкол. Разрушение антенн, вмятины или даже отверстия на фюзеляже, обтекателях и крыльях, полученные при столкновениях с птицами, в то время считали не критичными, так как контроль над управлением при этом сохранялся. Фактически после появления противоосколочного стекла изучение вопросов по защите самолётов от птиц значительно снизилось, хотя и не прекратилось. Поэтому в итоговом докладе 1949 года последним был следующий вывод: Нет никаких данных о смертельных случаях на гражданских авиаперевозках в Соединённых Штатах, вызванных столкновениями с птицами (англ. No record exists of any fatality in air carrier operations in the United States caused by collision of aircraft with birds).
Данный вывод оставался в силе более десятка лет, пока 4 октября 1960 года не произошёл случай, изменивший мнение об опасности птиц для новых самолётов — катастрофа L-188 в Бостоне. Большой турбовинтовой авиалайнер выполнял взлёт, когда через несколько секунд после отрыва от земли вдруг врезался в стаю скворцов, в результате чего три из четырёх его двигателей «заглотили» по несколько птиц (при этом отказали оба левых двигателя). Это привело к сложной цепочке развития событий: из-за высокого аэродинамического сопротивления (закрылки выпущены во взлётное положение) в условиях дефицита тяги самолёт потерял скорость, поэтому на крыле произошёл срыв потока и падение подъёмной силы, а вместе с возникшим левым креном (из-за дисбаланса тяги), лайнер вышел из-под контроля экипажа и упал в Бостонскую бухту, полностью разрушившись, что привело к гибели 62 человек. После этой катастрофы стали проводиться различные испытания и были пересмотрены конструкции газотурбинных двигателей (турбовинтовых и турбореактивных), имеющих открытый газовоздушный тракт, так как стало понятно, что небольшие птицы, попавшие внутрь двигателя, при некотором количестве могут привести к его отказу.

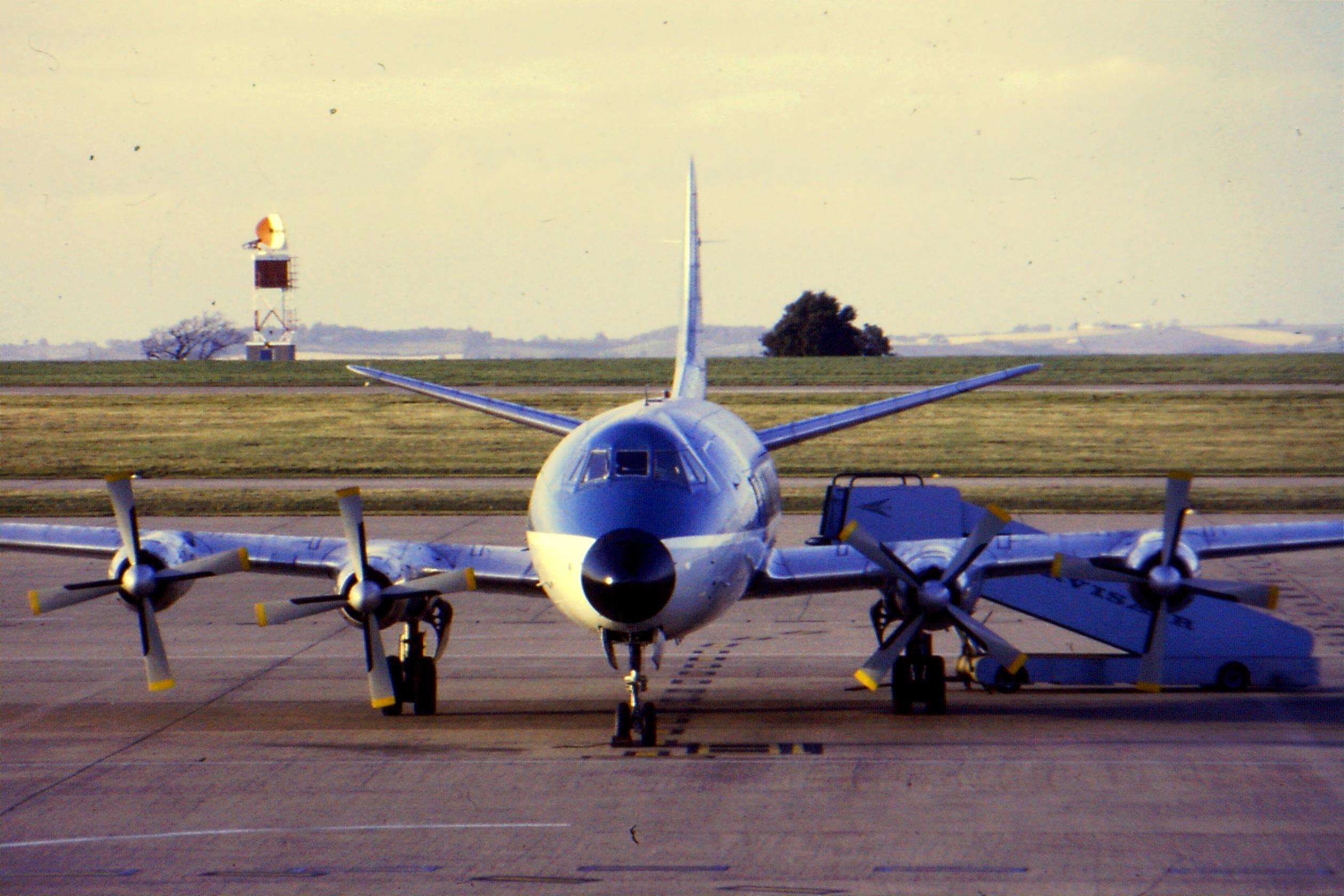
«Виккерс Виконт» имеет высокорасположенное хвостовое горизонтальное оперение, которое оказалось над «экраном» воздушных винтов, одновременно став уязвимым при столкновении с птицами

Однако в случае с катастрофой «Виккерса» (борт N7430) ситуация была уже сложнее: столкновение с одной птицей привело к отделению горизонтального хвостового оперения и выходу самолёта из-под контроля. Если бы в бостонском случае на месте «Локхид Электры» был самолёт с поршневыми двигателями (например, Douglas DC-7), либо столкновение со стаей произошло во время полёта с убранной механизацией, происшествия можно было бы избежать. Однако в катастрофе близ Элликотт-Сити отделение стабилизаторов сразу привело бы к происшествию, независимо от модели авиалайнера. Ещё одним фактором стало изменение конструкции новых самолётов. На предыдущих конструкциях стабилизаторы находились достаточно низко, фактически оказавшись за крыльями и воздушными винтами, причём последние, быстро вращаясь во время работы, словно щиты, закрывали собой горизонтальное хвостовое оперение. Авиалайнеры с турбовинтовыми двигателями имели уже высоко поднятые стабилизаторы (а у «Виккерсов» они дополнительно наклонены вверх), что позволило вывести их из спутной струи от воздушных винтов и крыльев, но также сделало более уязвимыми при столкновении с птицами. Эта проблема наиболее актуальна для реактивной авиации, которая не имеет воздушных винтов, а особенно для воздушных судов с Т-образным хвостовым оперением, у которых стабилизаторы отведены от фюзеляжа ещё дальше вверх. Стало очевидно, что к началу 1960-х годов доклад 1949 года окончательно устарел.
Ещё одним обстоятельством, повышающим опасность столкновения с птицами, стало увеличение скорости воздушных судов с газотурбинными двигателями, в результате чего тушка птицы врезалась в самолёт с гораздо большей кинетической энергией и могла нанести более крупные повреждения. Причём опасности подвергается не только стабилизатор, но и другие важные компоненты конструкции: спойлеры, закрылки, панель управления и так далее. 25—29 апреля 1966 года Федеральное управление гражданской авиации США провело конференцию с представителями авиапромышленности, в ходе которой были рассмотрены вопросы по правилам, связанным с созданием самолётов транспортной категории. В результате к 22 ноября 1968 года было разработано, а 4 октября 1970 года окончательно закреплено дополнение к правилу «Bird strike damage» (рус. Ущерб от птиц), согласно которому конструкция хвостового оперения должна разрабатываться с таким расчётом, чтобы в случае столкновения с птицей весом 8 фунтов (3,6 кг) при относительной скорости столкновения, равной крейсерской скорости полёта на уровне земли, самолёт мог безопасно продолжить полёт и выполнить посадку.

### Комментарии
1. ↑  Здесь и далее указано Североамериканское восточное время (EST).
2. ↑  Ангелы (англ. Angels) — радиолокационные контакты неизвестного происхождения, но не связанные с осадками, предположительно стаи птиц или насекомых.